# Middle Amana (Iowa)
Middle Amana es un lugar designado por el censo ubicado en el condado de Iowa en el estado estadounidense de Iowa. En el Censo de 2010 tenía una población de 581 habitantes y una densidad poblacional de 212,23 personas por km².

## Geografía
Middle Amana se encuentra ubicado en las coordenadas 41°47′40″N 91°54′4″O / 41.79444, -91.90111. Según la Oficina del Censo de los Estados Unidos, Middle Amana tiene una superficie total de 2.74 km², de la cual 2.74 km² corresponden a tierra firme y (0%) 0 km² es agua.

## Demografía
Según el censo de 2010, había 581 personas residiendo en Middle Amana. La densidad de población era de 212,23 hab./km². De los 581 habitantes, Middle Amana estaba compuesto por el 98.45% blancos, el 0.52% eran afroamericanos, el 0% eran amerindios, el 0.69% eran asiáticos, el 0% eran isleños del Pacífico, el 0.17% eran de otras razas y el 0.17% pertenecían a dos o más razas. Del total de la población el 0.69% eran hispanos o latinos de cualquier raza.